# Giovanni Berchet
Giovanni Berchet (Milánó, 1783. december 23. – Torino, 1851. december 23.) olasz költő.

## Élete
A karbonarizmus gyanújába esvén, 1828-ban hazájából menekülni kényszerült és csak 1848-ban tért haza, ahol az akkori ideiglenes kormány közoktatásügyi miniszterré nevezte ki. Költeményeit könnyedség, lendület és meleg színezés jellemzik. Dalai és románcai Poesie italiane cím alatt jelentek meg 1848-ban, és ezek révén az olaszok egyik legkedveltebb költőjévé lett. Legjobb munkája A pargai menekültek. Összes műveit 1863-ban Cusani adta ki Milanóban.